# Abcoulomb
L'abcoulomb ou unité de charge électromagnétique, de symbole abC ou aC, est l'unité de charge électrique dans le système CGS et le système d'unités gaussiennes. Un abcoulomb équivaut à dix coulombs :
1 abC = 10 C.
Les unités CGS-emu (ou "cgs électromagnétiques") sont l'un des nombreux systèmes d'unités électromagnétiques concurrents dans le deuxième système cgs ; avec le système CGS-esu, les unités gaussiennes, et les unités de Lorentz-Heaviside. Dans ces autres systèmes, l'abcoulomb n'est pas utilisé. Les unités CGS-esu et gaussiennes utilisent à la place le franklin, tandis que l'unité de charge Lorentz-Heaviside n'a pas de nom spécifique.

## Historique
Le nom abcoulomb a été introduit par Kennelly en 1903 comme nom abrégé de l' unité de charge électromagnétique cgs (absolue) de nom long qui était utilisée depuis l'adoption du système cgs en 1875. L'abcoulomb était cohérent avec le système cgs-emu, contrairement au coulomb, l'unité de charge pratique qui avait également été adoptée en 1875. 

## Définition
Dans le système électromagnétique cgs, le courant électrique est une grandeur fondamentale définie par la loi d'Ampère et prend la perméabilité comme une grandeur sans dimension (perméabilité relative) dont la valeur dans le vide est l'unité. En conséquence, le carré de la vitesse de la lumière apparaît explicitement dans certaines des équations qui interrelient les quantités dans ce système. 
La définition de l'abcoulomb découle de celle de l'abampère : compte tenu de deux courants parallèles d'un abampère séparés d'un centimètre, la force par distance de fil est de 2 dyn / cm. L'abcoulomb est la charge circulant en 1 seconde étant donné un courant de 1 abampère. 